# Sasho Petrovski
Sasho Petrovski, né le 5 mars 1975 à Bankstown, est un footballeur international australien qui évoluait au poste d'attaquant. 

## Biographie
Pour le Sydney FC, il a joué 43 matches et marqué 14 buts. 
Il a aussi joué à l'étranger au Viborg FF, au Danemark. En équipe nationale, il ne compte que 2 sélections et n'a marqué qu'un seul but.